# Achille Grassi
Achille Grassi (Bolonia, 16 de febrero de 1465 - Roma, 22 de noviembre de 1523) fue un eclesiástico italiano. 

## Biografía

### Familia
Nacido en el seno de una ilustre familia de Bolonia, en Emilia (Estados Pontificios), era hijo del notario Baldassare Grassi y de Orsina Bocchi; su tío Gasparo fue podestà en varias ciudades del norte de Italia; su otro tío Antonio era obispo de Tivoli, y su hermano Paride lo sería de Pesaro. 
Durante su estancia en Roma mantuvo una concubina con la que tuvo cuatro hijos ilegítimos: Girolamo, que fue senador en Bolonia; Corrado, abad de varios monasterios benedictinos en Italia; Baldassare, obispo de Città di Castello y gobernador de Faenza; y Orsina, que casó con el conde de Vico Antonio Della Volta.

### Primeros años
Doctorado en derecho civil y canónico en la Universidad de Bolonia, hacia el año 1488 marchó a Roma, donde comenzó su ascenso en la Curia bajo la protección de su tío Antonio, a quien sucedió en 1491 como auditor del Tribunal de la Rota, del que llegaría a ser decano. Canónigo de la catedral de Bolonia desde 1495, hasta que tres años después renunció en favor de Francesco Alidosi, en 1496-97 formó parte del séquito del cardenal Bernardino López de Carvajal en su legación ante el emperador Maximiliano I del Sacro Imperio Romano Germánico.

### Ascenso en la Curia
En 1503 la elección como papa de Julio II, que como obispo de Bolonia mantenía buenas relaciones con la familia de Grassi, impulsó su carrera eclesiástica: capellán y familiar del papa desde ese mismo año y destinatario de varios beneficios eclesiásticos, en 1506 fue nombrado obispo de Città di Castello, y en el contexto de las guerras italianas que en aquella época azotaban Italia, ofició como nuncio papal en varias ocasiones: en 1507, junto con Antonio Pallavicino, ante la corte de Luis XII de Francia a fin de conseguir la paz con el emperador Maximiliano; en 1509 en Suiza para negociar el envío de un cuerpo de mercenarios suizos que el papa deseaba contratar para la Guerra de la Liga de Cambrai; en 1510 en varias cortes de Europa, intentando unir a Vladislao II de Bohemia y Hungría, Segismundo I de Polonia y Maximiliano I en una alianza contra los turcos de Selim I, y en 1514 en Inglaterra.  
Fue obispo de Bolonia desde 1511 y de la sede titular de Pomaria desde 1521. Julio II le creó cardenal en el consistorio celebrado el 10 de marzo de 1511, recibiendo esa misma semana el capelo y el título de San Sisto, que en 1517 cambiaría por el de Santa Maria in Trastevere; en tal condición participó en el cónclave de 1513 en que fue elegido papa León X, en el de 1521 en que lo fue Adriano VI y en el de 1523 en que salió Clemente VII. 
Falleció en Roma a los sesenta años de edad cuatro días después de la celebración de este último cónclave; fue sepultado en la Basílica de Santa María en Trastevere.